# Taisei Santenō
Le Taisei Santenō (大勢三転考) est un ouvrage écrit en 1848 par le lettré Date Munehiro, et publié en 1873
Traitant de l'histoire du Japon, il fait partie avec d'autres ouvrages comme le Koshitsū d'un travail qui remet en cause la véracité de l'âge des dieux, fondement du shinto, et donc du pouvoir de l'empereur du Japon à l'époque.